# Йому
Йому (на френски: Yomou) е град в Южна Гвинея, регион Нзерекоре. Административен център на префектура Йому. Населението на града през 2014 година е 30 409 души.